# Juan Carlos Pueo
Juan Carlos Pueo Domínguez es profesor titular de Teoría de la Literatura y Literatura Comparada en la Universidad de Zaragoza.  Autor de la biografía más importante de José María Valverde.

## Biografía
Licenciado en Filología Hispánica por la Universidad de Zaragoza en 1992, es doctor en Teoría de la Literatura con la tesis Teorías de la risa en el humanismo italiano (1500-1550), dirigida por Túa Blesa y defendida en 1996 en la Universidad de Zaragoza.

## Trayectoria
Sus principales líneas de investigación se centran en las formas de la literatura cómica y en las relaciones entre la literatura y otras artes como la música o el cine.
Director adjunto de Tropelías. Revista de Teoría de la Literatura y Literatura Comparada, es autor de obras como Ridens et Ridiculus. Vincenzo Maggi y la teoría humanista de la risa (Zaragoza, Trópica, 2001); Los reflejos en juego: una teoría de la parodia (Valencia, Tirant lo Blanch, 2002); Los usos de la palabra: el pensamiento literario de José María Valverde (Vigo, Academia del Hispanismo, 2011) y Como un motor de avión. Biografía literaria de Enrique Jardiel Poncela (Madrid, Verbum, 2016).

## Obras
- Como un motor de avión: biografía literaria de Enrique Jardiel Poncela : biografía. Madrid : Verbum, D.L. 2016. ISBN 978-84-9074-375-1.
- Los usos de la palabra, el pensamiento literario de José María Valverde. Vigo, Pontevedra : Academia del Hispanismo, 2011. ISBN 978-84-96915-97-8.
- La luz de los dioses. Granada : AJEC, 2010. ISBN 978-84-96013-90-2.
- Los reflejos en juego: (una teoría de la parodia). Tirant lo Blanch, 2002. ISBN 84-8442-559-2.
- El horacianismo en Bartolomé Leonardo de Areensola. Rosa María Marina Sáez, Pedro Peiré Santas, Juan Carlos Pueo Domínguez, Estela Puyuelo Ortiz. Huerga y Fierro, 2002. ISBN 84-8374-342-6.
- Ridens et ridiculus: Vincenzo Maggi y la teoría humanista de la risa. Universidad de Zaragoza, 2001. ISBN 84-922916-9-9.